# Hans Dürst
Hans Dürst, född 28 juni 1921 i Davos, död 25 juni 2001, var en schweizisk före detta ishockeyspelare.
Dürst blev olympisk bronsmedaljör i ishockey vid vinterspelen 1948 i Sankt Moritz.